# 関厚
関 厚（せき あつし、1954年〈昭和29年〉2月14日 - ）は、日本の政治家、技術士。前鹿角市長（1期）。

## 経歴
鹿角市生まれ。秋田県立花輪高等学校、京都大学農学部林学科卒業。1976年（昭和51年）、農林水産省に入省した。農水省では、林野庁基盤整備課長、中部森林管理局長などを歴任した。2006年（平成18年）、農水省を退職し日本森林技術協会に勤務する。2017年（平成29年）に日本森林技術協会を退職し、帰郷して木の価格を評価、調査する仕事に従事するようになる。

### 2021年鹿角市長選挙
2021年（令和3年）2月25日、鹿角市長選挙に立候補する意向を表明した。同年6月20日の投開票の結果、会社社長の新人を破って初当選を果たした。
※当日有権者数：25,622人 最終投票率：63.13%（前回比：1.82pts）
| 候補者名 | 年齢 | 所属党派 | 新旧別 | 得票数  | 得票率 | 推薦・支持 |
| -------- | ---- | -------- | ------ | ------- | ------ | ---------- |
| 関厚     | 67   | 無所属   | 新     | 9,257票 | 57.7%  |            |
| 岩船勝広 | 60   | 無所属   | 新     | 6,795票 | 42.3%  |            |

### 不信任決議案の可決
2025年（令和7年）1月30日、市職員への威圧的な言動がパワハラと認定された問題（後述）で、市議会は関に対する不信任決議案を賛成15、反対2で可決した。2月5日、関が市議会を解散した。3月21日、新たな勢力の市議会で2度目の不信任決議が可決され、同日付で失職した（後述）。

### 出直し市長選
2025年4月27日執行の出直し市長選挙となる鹿角市長選挙に立候補した。関のほか新人候補4人を含む5人の選挙戦となったが、投開票の結果、新人で元鹿角市議の笹本真司に約500票差で敗れ、次点で落選した。
※当日有権者数：23,446人 最終投票率：58.41%（前回比：4.72pts）
| 候補者名 | 年齢 | 所属党派 | 新旧別 | 得票数  | 得票率 | 推薦・支持 |
| -------- | ---- | -------- | ------ | ------- | ------ | ---------- |
| 笹本真司 | 39   | 無所属   | 新     | 5,268票 | 38.82% |            |
| 関厚     | 71   | 無所属   | 前     | 4,746票 | 34.97% |            |
| 金澤大輔 | 51   | 無所属   | 新     | 2,367票 | 17.44% |            |
| 奈良大氣 | 40   | 無所属   | 新     | 754票   | 5.56%  |            |
| 藤井陽光 | 77   | 無所属   | 新     | 436票   | 3.21%  |            |

## 不祥事
- 2023年（令和5年）4月26日、鹿角市議会は臨時会を開き元職員の公金着服で関厚市長ら3人を減給とする特別職給与条例改正案を可決。
- 同年10月10日、鹿角市の関厚市長がおととしの市長選挙の前にみずからの後援団体に寄付したのは公職選挙法に違反しているとして市議会議員14人が警察に告発状を提出[10]。
- 同年12月22日、鹿角市議会は、かづの観光物産公社の社長解任を巡る問題を受け、関に対する辞職勧告決議案を賛成多数で可決[11][12]。

### パワーハラスメントによる2度の不信任決議可決により市長失職
- 2024年（令和6年）6月11日、鹿角市議会で「市長の言動がパワハラ的なものに感じた」鹿角市幹部職員の議会での発言を受け職員へ無記名のアンケートを実施[13]。8月21日に結果が公表され、「パワハラやパワハラ的な言動を受けたことがあるか」の問いでは、「ある」が25人、「目撃した」が50人に上り、計29.5%がパワハラ的な言動があったと答えた。具体的な記述では、「俺の言うことを聞かないやつは懲戒免職にしてやる」、「おまえ、退職金をもらえなくしてやろうか」など、脅しともとれる高圧的な発言もあった。 また、「市長への発言やコミュニケーションが十分にできず、建設的な議論が難しい」、「職員に責任転嫁するかのような発言もあり、トップとして資質に欠ける」など、市の業務に影響が出ているとする回答もあった[14]。
- 2025年（令和7年）1月24日、弁護士3人でつくる第三者調査委員会は関について暴言など12件をパワハラに認定する報告書を公表した。関は取材に「真摯に受け止め反省したい。減給も含め責任の取り方を考えている」と陳謝する一方、辞任は否定した[15]。
- 同年1月30日、鹿角市議会は関に対する市長不信任決議案を提出し、賛成15・反対2で可決された[16]。関はこれを受けて、同年2月5日に市議会解散を選択した[注釈 1]。
- 同年3月9日、鹿角市議会選挙が執行され、投開票の結果、当選した議員のうち市長の不信任に賛成の立場の議員が定数18人中14人を占めたため、関の2度目の不信任決議可決が確実となり、市長失職が濃厚となった[17]。
- 同年3月21日、新勢力となった鹿角市議会の臨時会が開かれ、関に対する2度目の市長不信任決議案が提出され、賛成14・反対4の賛成多数で可決された。この結果、地方自治法の規定により同日付で関は市長を失職した。これにより50日以内に市長選挙が実施されることとなり、関は出直し市長選に立候補した[18]が、落選している。

## 人物
- 趣味は百人一首で、2019年にはねんりんピック和歌山大会に県代表として出場した経験を持つ[5]。
- 技術士森林部門の資格を保有している[2]。